# Володарского (Донецкая область)
Володарского (укр. Володарського) / Верхнеосыково (укр. Верхньоосикове) — посёлок в Амвросиевском районе Донецкой области Украины. Находится под контролем самопровозглашённой Донецкой Народной Республики.

## География
Посёлок расположен на реке под названием Осиновая (укр. Осикова).

#### Соседние населённые пункты по странам света
СВ: Металлист, Бондаревское, Григоровка
С: Червоносельское, Многополье
СЗ: Агрономичное, Андреевка, Михайловка, Новодворское
З: —
ЮЗ: Осыково
Ю: Клёновка
ЮВ: Свободное, Мережки, Зеркальное
В: Кутейниково

## История
12 мая 2016 года Верховная Рада Украины присвоила посёлку название Верхнеосыково (по имени реки Осиновой или «Осыковой» по-украински, парное к названию села Осыково, расположенного ниже по её течению) в рамках кампании по декоммунизации на Украине. Переименование не было признано властями самопровозглашенной ДНР.

## Население
Население по переписи 2001 года составляло 245 человек.

## Общая информация
Почтовый индекс — 87311. Телефонный код — 6259. Код КОАТУУ — 1420685403.

## Местный совет
87311, Донецкая область, Амвросиевский район, с. Многополье, ул.Школьная, 4; тел. 37-5-13.